# Samuel Kistohurry
Samuel Kistohurry (Pessac, 1 de febrero de 1995) es un deportista francés que compite en boxeo.
Ganó una medalla de bronce en el Campeonato Mundial de Boxeo Aficionado de 2021 y una medalla de bronce en el Campeonato Europeo de Boxeo Aficionado de 2024, ambas en la categoría de 57 kg.

## Palmarés internacional
| Campeonato Mundial | Campeonato Mundial | Campeonato Mundial | Campeonato Mundial |
| Año                | Lugar              | Medalla            | Categoría          |
| ------------------ | ------------------ | ------------------ | ------------------ |
| 2021               | Belgrado (Serbia)  | Medalla de bronce  | 57 kg              |
| Campeonato Europeo |                    |                    |                    |
| Año                | Lugar              | Medalla            | Categoría          |
| 2024               | Belgrado (Serbia)  | Medalla de bronce  | 57 kg              |